# Don Cupitt
Don Cupitt (* 22. Mai 1934 in Oldham; † 18. Januar 2025) war ein britischer Religionsphilosoph und Theologe. Er war ein anglikanischer Priester und Professor der University of Cambridge, war aber eher als populärer Schriftsteller, Rundfunkveranstalter und Kommentator bekannt. Er wurde als ein „radical theologian“ beschrieben, der für seine Ideen der „nicht-realistischen“ Religionsphilosophie bekannt geworden ist.

## Karriere
Cupitt lernte an der Charterhouse School in Godalming, Surrey, sowie an der Trinity Hall und im Westcott House in Cambridge. Er studierte erfolgreich Naturwissenschaften, Theologie und Religionsphilosophie. 1959 wurde er in der Church of England zum Diakon ordiniert, 1960 zum Priester. Nach kurzen Perioden als Vikar (curate) im Norden Englands und als stellvertretender Schulleiter vom Westcott House wurde er 1965 zum Fellow und zum Dekan am Emmanuel College in Cambridge ernannt. Seitdem verblieb er am College. 1968 erhielt er einen Lehrauftrag an der Universität in Religionsphilosophie; in dieser Position blieb er bis zu seiner Pensionierung aus gesundheitlichen Gründen im Jahr 1996. Zu jener Zeit erhielt er eine Life Fellowship am Emmanuel College, die bis zu seinem Tod seine Basis war. In den frühen 1990er Jahren beendete er sein geistliches Amt in öffentlichen Gottesdiensten, und ab 2008 nahm er nicht mehr am kirchlichen Leben teil. Obwohl er ein Priester war, wurde er als Schriftsteller, Rundfunkveranstalter und Popularisierer innovativer theologischer Ideen eher bekannt. Er hat 40 Bücher geschrieben, von denen einige ins Deutsche übersetzt wurden, aber auch ins Niederländische, Persische, Polnische, Koreanische, Portugiesische, Dänische und Chinesische, sowie Kapitel in mehr als 30 Sammelwerken.
Cupitt erlangte 1984 in der britischen Öffentlichkeit Aufmerksamkeit mit seiner BBC-Serie The Sea of Faith, in der orthodoxe christliche Glaubenslehren auf den Prüfstand gestellt wurden. Der Titel der Serie stammt aus Matthew Arnolds Gedicht Dover Beach, das den Niedergang des Glaubens reflektierte. Cupitt war eine Schlüsselfigur in dem Netzwerk Sea of Faith, das seine Impulse aufnahm.
In seinen Schriften beschrieb Cupitt sich selbst manchmal als christlichen Nonrealisten. Damit meinte er, dass er gewissen spirituellen Praktiken folge und versuche, nach ethischen Standards zu leben, die traditionell mit dem Christentum verbunden sind, aber ohne den Glauben an eine tatsächliche Existenz von zugrundeliegenden metaphysischen Entitäten (solche wie „Christus“ und „Gott“). Er nannte den Weg des nonrealistischen Christentums „solar living“, also ein Solarleben.